# Kozma Sándor
Leveldi Kozma Sándor (Kőröshegy, Somogy vármegye, 1825. szeptember 2. – Budapest, 1897. augusztus 5.), a magyar királyi államügyészség megteremtője, első államügyésze.

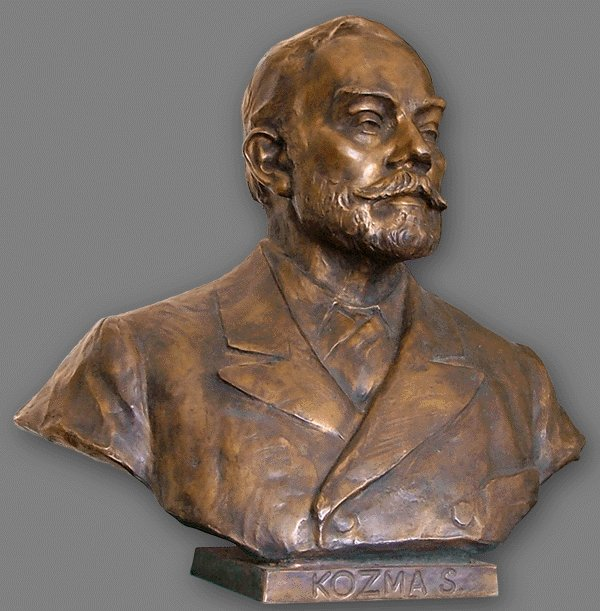
Kozma Sándor szobra Kőröshegyen a róla elnevezett téren

## Életpályája
A régi dunántúli református nemesi származású leveldi Kozma család sarja. Édesapja, leveldi Kozma Ferenc, Somogy vármegyei földbirtokos, aki ügyvéd volt Kaposváron, édesanyja, nemes Dienes Antónia volt. Ifjabb leveldi Kozma Ferenc (1826-1892) nevű bátyja miniszteri tanácsos és író volt. Középiskolai tanulmányait Sopronban, Pécsett és Pápán végezte, ahol Petőfi Sándor, Jókai Mór és Kerkapoly Károly iskolatársa volt. Jogot Pozsonyban hallgatott. Az ügyvédi oklevelet 1847-ben kapta meg.
1848. március 13-án Pozsonyban ő hirdette ki a bécsi forradalom vívmányait. Az 1848-as országgyűlésen Szegedy, s később a másik Somogy vármegyei követ, a radikális Madarász László oldalán volt országgyűlési segéd. A szabadságharc kitörése után, kezdetben a felső táborban, majd a rácok elleni délvidéki hadjáratban vett részt. A szabadságharc bukása után besorozták az osztrák hadseregbe, onnan azonban csakhamar elbocsátották. Az ötvenes években internálták, rendőri felügyelet alatt Somogy vármegyében folytatott ügyvédi gyakorlatot. Nagy tehetségével és szónoki képességével tűnt ki.
Képviselővé választották az 1861-es országgyűlésre, ahol tekintélyes szerepet vállalt, Deák-párti szellemben és irányban politizálva. Általános elismerést vívott ki széles körű jogtudományi és kodifikáló képességével. 1867-ben osztálytanácsosnak került a Horvát Boldizsár által vezetett igazságügy-minisztériumba. Innen 1869 szeptemberétől az átszervezett Kúriára került, a legfőbb ítélőszéki osztály bírája lett.
1872-től, a királyi ügyészségi rendszer felállítása után budapesti királyi főügyész lett, ő lett az új szervezet megszervezője. Feladata nem csupán az ügyészi szervezet irányítása volt a budapesti, a győri és a pécsi ítélőtábla területén, de lényegében az ügyészség országos főnöke is lett, mivel a koronaügyészi állás hosszú (1900-ig tartó) átmeneti betöltetlensége miatt annak feladatait is ellátta, így hatásköre az egész országra kiterjedt. Feladata volt a fegyintézetek felügyelete és ellenőrzése, amit nagy körültekintéssel és hozzáértéssel látott el, ezért a „börtönök atyja”-ként is emlegetik.
1880-1893-ig a Tarnai János által szerkesztett Magyar Igazságügy című folyóirat főmunkatársa volt. Számos cikket jelentetett meg napilapokban, folyóiratokban, így a Nemzetben (1883. 83. szám húsvéti melléklete, A múltból, Petőfire visszaemlékezés). Szépirodalmi lapokban cikkei Bukógáti név alatt jelentek meg. Munkatársa volt A Pallas nagy lexikonának is.
1896-ban nyugalomba vonult. A király a Lipót-rend középkeresztjével tüntette ki. Síremlékére gyűjtést rendeztek, melynek során 10 766 forint 85 krajcár érkezett be, felét a síremlékre, a másik felét pedig az elhagyott gyermekek segélyezésére fordították.

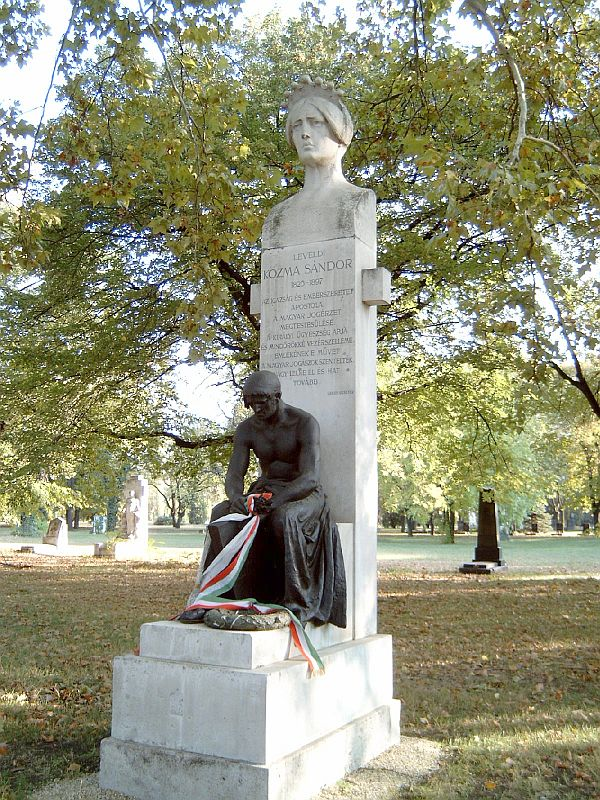
Kozma Sándor síremléke Budapesten, Kerepesi temető: 29/2-1-34. Kallós Ede alkotása.

Közéleti pályájának kezdetén határozott szabadelvű reformer volt. később azonban részben visszariadt a reformok túlhajtásaitól, félteni kezdte az egységes magyar nemzeti szellemet a német skolasztikusok és az azokat utánzó elméleti szobatudósok befolyásától. Éles belátás, gazdag tudás, magas fokú kultúra, jártasság az irodalom és művészet minden ágában, emellett emberszerető szív, s bölcs, tántoríthatatlan nemzeti érzelem és józan szabadságérzet jellemezte.

## Házassága és gyermekei
Felesége, a római katolikus lipcsei Dóczy Regina Magdolna Jozefa (1836-1879), lipcsei Dóczy János, görösgali földbirtokos, Somogy vármegyei szolgabíró és Gálovits Jozefa lánya volt. A frigyből származtak:
- leveldi Kozma Ferenc (1857-1937), katonatiszt és költő
- leveldi Kozma Andor (1861-1933), költő, biztosítási tisztviselő
- leveldi Kozma Mária (1867-1962),[4] kisjeszeni dr. Jeszenszky Sándor (1852-1917), államtitkár felesége.[5]

## Emlékezete

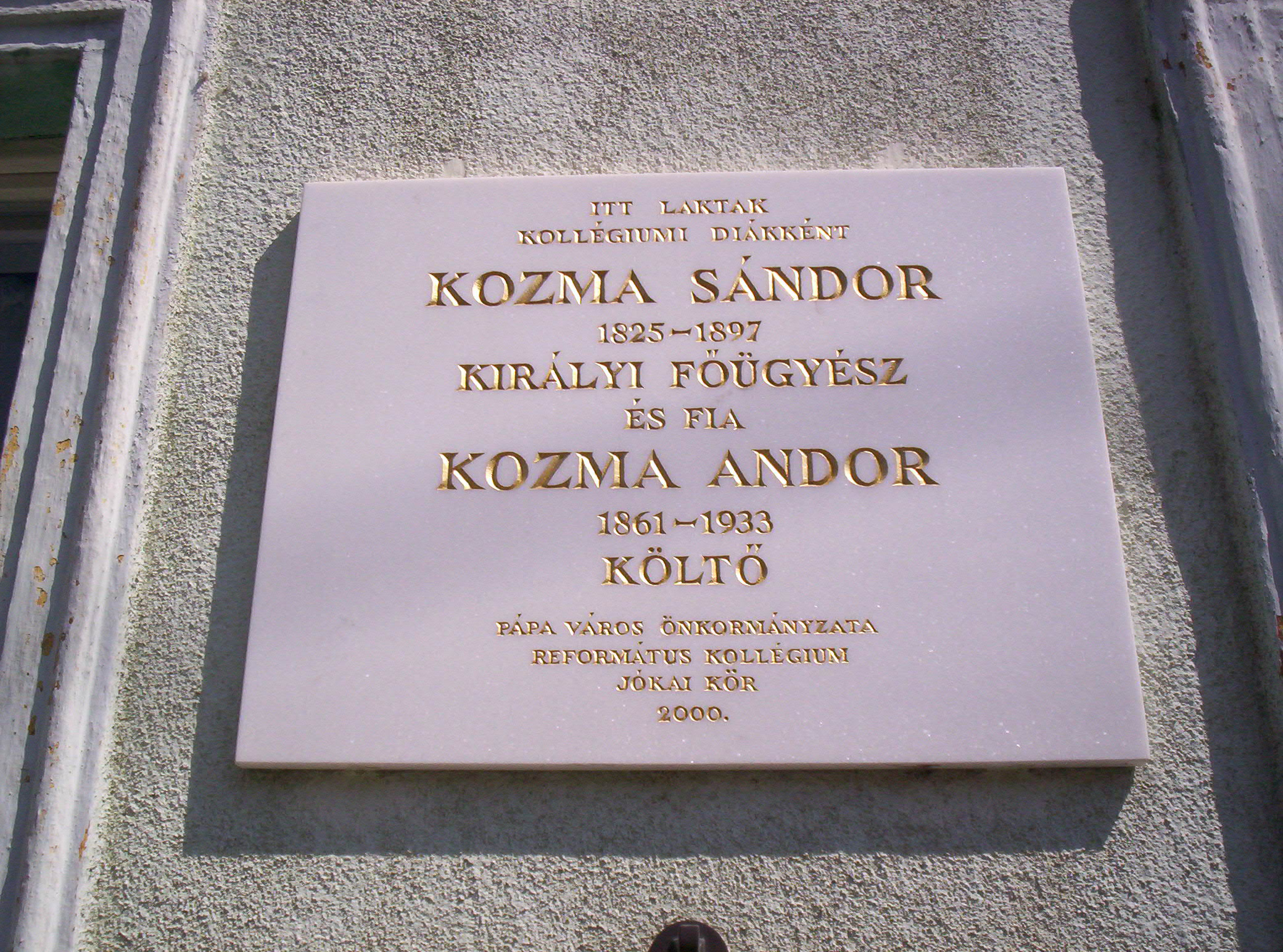
Emléktábla Kozma Sándor és Kozma Andor költő pápai házának falán (Széchenyi utca 10)

- Síremléke Budapesten a Kerepesi úti temetőben található (Kallós Ede alkotása). A síremlék felirata: „Az igazság és emberszeretet apostola, a magyar jogérzet megtestesülése, a királyi ügyészség apja és mindörökké vezérszelleme. Emlékének e művet a magyar jogászok szentelték. Nagy lelke él és hat tovább.” (Gegus Gusztáv)

## Írásai
- Színikritika Pápáról, Regélő (1841-42. Leveldi néven)
- Tavasz (Pápa, 1845) c. zsebkönyvben három költeménye
- A somogymegyei gazdasági egyesület. In: Magyar Gazda, 1861
- A Reform c. újság rendes politikai és jogi vezércikkírói közé tartozott (1869–1875)
- Az elmélet felsőbb itélőszékeink gyakorlatában. In: Jogtudományi Közlöny, 1871
- Az elmélet felsőbb törvényszékeink gyakorlatában. In: Jogtudományi Közlöny, 1871